# Evgenij Ivanovič Taškov
Evgenij Ivanovič Taškov (Bykovo, 18 dicembre 1926 – Mosca, 15 febbraio 2012) è stato un regista sovietico.

## Filmografia parziale

### Regista
- Deti Vanjušina (1973)
- Prestuplenie (1976)